# Rebecca Gayheart
Rebecca Gayheart (Hazard, 12 agosto 1971) è un'attrice ed ex modella statunitense.

## Biografia
Rebecca Gayheart è nata nel Kentucky da genitori di origini britanniche, irlandesi, e tedesche. Dopo gli studi, entra nel mondo dello spettacolo partecipando ad una serie di spot pubblicitari. Debutta nel 1992 nella soap opera Quando si ama, in seguito interpreta Bess Martin nella serie tv Progetto Eden e Toni Marchette in Beverly Hills 90210. Negli anni seguenti partecipa a vari film horror, come Urban Legend, Scream 2, Amiche cattive e Dal tramonto all'alba 3 - La figlia del boia. Nel 2001 partecipa alla commedia Harvard Man. Nel 2002 doveva interpretare Inara Serra nella serie Firefly, ma il ruolo andò a Morena Baccarin. Negli anni successivi i suoi lavori si riducono a piccole apparizioni in serie tv come Le cose che amo di te, Dead Like Me, Nip/Tuck e Ugly Betty. Nel 2006 ha interpretato un ruolo di prim'ordine nel telefilm Vanished, vestendo i panni della reporter Judy Nash.

## Vita privata
Dopo una relazione con il regista Brett Ratner e un breve fidanzamento con l'attore italiano Marco Leonardi, dall'ottobre del 2004 al 2018 è stata sposata con l'attore Eric Dane. Il 3 marzo 2010 ha dato alla luce la loro primogenita, Billie Beatrice. La seconda figlia, Georgia Geraldine, è nata il 28 dicembre 2011.
Il 13 giugno 2001 l'attrice ha investito un bambino di 9 anni, Jorge Cruz Jr., uccidendolo sul colpo mentre attraversava una strada di Los Angeles. Per questo fatto, la Gayheart fu condannata a tre anni con la sospensione di un anno della patente, a 750 ore di servizio in comunità e al pagamento di una multa di 2800 dollari, oltre al dover prendere parte a spot di pubblica utilità contro la pirateria stradale.

## Filmografia

### Cinema
- Whatever Happened to Mason Reese, regia di Brett Ratner (1990)
- Somebody Is Waiting, regia di Martin Donovan (1996)
- Niente da perdere (Nothing to Lose), regia di Steve Oedekerk (1997)
- Scream 2, regia di Wes Craven (1997)
- Too Smooth (Hairshirt), regia di Dean Paraskevopoulos (1998)
- Urban Legend, regia di Jamie Blanks (1998)
- Puppet, regia di Felix R. Limardo (1999)
- Amiche cattive (Jawbreaker), regia di Darren Stein - Julie Freeman (1999)
- Dal tramonto all'alba 3 - La figlia del boia (From Dusk Till Dawn 3: The Hangman's Daughter), regia di P.J. Pesce (1999)
- Shadow Hours, regia di Isaac H. Eaton (2000)
- Urban Legend - Final Cut, regia di John Ottman (2000)
- Doppelganger, regia di Michael Horowitz e Gareth Smith (2001)
- Harvard Man, regia di James Toback (2001)
- Un sogno impossibile (Pipe dream), regia di John Walsh (2002)
- Santa's Slay, regia di David Steiman (2005)
- Last Day, regia di Joshua Tunick (2006)
- Bunny Whipped, regia di Rafael Riera (2007)
- For Better or for Worse, regia di Joshua Tunick (2010)
- G.B.F., regia di Darren Stein (2013)
- C'era una volta a... Hollywood (Once Upon a Time in... Hollywood), regia di Quentin Tarantino (2019)

### Televisione
- Quando si ama (Loving) - serie TV (1992-1993)
- Vanishing Son, regia di John Nicolella - film TV (1994)
- Vanishing Son III, regia di John Nicolella - film TV (1994)
- Vanishing Son IV, regia di John Nicolella - film TV (1994)
- Progetto Eden (Earth 2) - serie TV, 21 episodi (1994-1995)
- Beverly Hills 90210 - serie TV, 8 episodi (1995)
- I viaggiatori (Sliders) - serie TV, 1 episodio (1996)
- Invasione letale (Invasion), regia di Armand Mastroianni - film TV (1997)
- Hercules - Serie animata - Medea (voce) - 1 episodio (1998)
- Wasteland - serie TV, 13 episodi (1999)
- Inside Schwartz - serie TV, 1 episodio (2001)
- Le cose che amo di te (What I Like About You) - serie TV, 1 episodio (2003)
- Dead Like Me - serie TV, 5 episodi (2003)
- The Division - serie TV, 3 episodi (2004)
- Nip/Tuck - serie TV, 3 episodi (2004-2006)
- The Christmas Blessing, regia di Karen Arthur - film TV (2005)
- Scarlett, regia di Steve Miner - film TV (2006)
- Medium - serie TV, 1 episodio (2006)
- Vanished - serie TV, 13 episodi (2006)
- CSI: Miami - serie TV, 1 episodio (2007)
- Ugly Betty - serie TV, 1 episodio (2007)
- The Cleaner - serie TV, 1 episodio (2009)

### Videoclip
- Meet Virginia - Train (1999)

## Doppiatrici italiane
Nelle versioni in italiano delle opere in cui ha recitato, Rebecca Gayheart è stata doppiata da:
- Giuppy Izzo in Dal tramonto all'alba 3 - La figlia del boia, Ugly Betty
- Cristina Boraschi in Urban Legend, Urban Legend - Final Cut, Dead Like Me
- Irene Di Valmo in CSI: Miami, C'era una volta a... Hollywood
- Alessandra Cassioli in Beverly Hills 90210, GBF
- Monica Ward in Le cose che amo di te
- Alessandra Korompay in Scream 2
- Loredana Nicosia in Nip/Tuck
- Lorena Bertini in Santa's Slay
- Barbara De Bortoli in Amiche cattive
- Laura Boccanera in Vanished